# Тапіо Раутаваара
Тапіо Раутаваара (фін. Kaj Tapio Rautavaara; *8 березня 1915, Нокіа, Фінляндія — †25 вересня 1979, Гельсінкі, Фінляндія) — фінський співак, поет, актор, композитор і спортсмен. Переможець Лондонської Олімпіади 1948 року з метання списа. Одночасно один з найяскравіших представників фінської популярної музики 1950-х років. Дружив і співпрацював з багатьма відомими фінськими співаками, у тому числі Рейно Хелісмаа, Еса Пакаринен і Олаві Вірта. До творчості Тапіо Раутаваара зверталися багато фінських музикантів сучасності (так, рок-група Viikate виконувала багато з його пісень; лідер групи HIM Вілле Вало також є його шанувальником).
Крім того, знявся більш ніж в 20 фінських фільмів; також йому пропонували головну роль у голлівудських фільмах «Тарзан», однак він відмовився. Про його життя й творчості в 1999 році був знятий художній фільм Лебідь і мандрівник.
Загинув 25 вересня 1979 року в результаті нещасного випадку.

## Фільмографія
- «Тільки для тебе» (1945)
- «Сліди гріха» (1946)
- «Шоста заповідь» (1947)
- «Золота дружина» (1947)
- «Я хочу тебе» (1949)
- «Айла, дочка Похйоли» (1951)
- «Ніч у Ріо» (1951)
- «Пісня контрабандиста» (1952)
- «Пекка Пуупяя» (1953)
- «Двоє прекрасних жебраків» (1953)
- « Ми ще повернемося» (1953)
- «Літаючий калакукко» (1953)
- «Примарний двір» (1954)
- «Перемога ветерана» (1955)
- «Дикий Північ» (1955)
- «Прекрасна Кааріна» (1955)
- «Перехрестя двох лижні» (1958)
- «Великий парад мелодій» (1959)
- "Все добре! — Сказав Еемелі "(1960)
- «Зоряний туман» (1961)
- «Таємнича долина на Дикому Півночі» (1963)
- «Екс-Барон» (1964)
- «Анна» (1970)